# Eishockey-Weltmeisterschaft der Herren 2021
Die 84. Eishockey-Weltmeisterschaft der Herren der Internationalen Eishockey-Föderation IIHF war die Eishockey-Weltmeisterschaft des Jahres 2021. Das Turnier der Top-Division mit 16 Nationalmannschaften fand vom 21. Mai bis 6. Juni 2021 in Riga, der Hauptstadt Lettlands, statt.
Aufgrund der COVID-19-Pandemie und des damit verbundenen verspäteten Starts vieler nationaler und internationaler Ligen wurde das Top-Turnier auf den bisher spätesten Termin im Jahr verschoben und endete erstmals im Juni. Das Turnier hätte dabei in Minsk (Belarus) sowie Riga (Lettland) stattfinden sollen. Angesichts der politischen Lage in Belarus nach der umstrittenen Wiederwahl des belarussischen Präsidenten Aljaksandr Lukaschenka sowie der COVID-19-Pandemie erklärte die IIHF am 18. November 2020, dass die Weltmeisterschaft nach derzeitigem Stand nicht in der geplanten Form abgehalten werden könne. Die lettische Regierung forderte die IIHF auf, Belarus das Turnier zu entziehen, was am 18. Januar 2021 auch auf Druck von Sponsoren und aus der Politik erfolgte. Am 2. Februar 2021 entschied die IIHF, dass die Stadt Riga alleiniger Austragungsort der WM wird. Die beiden Spielstätten lagen nur 150 Meter voneinander entfernt. Darüber hinaus konnten alle 16 Mannschaften in einem Hotel untergebracht werden, sodass Reisen von Spielort zu Spielort vermieden werden konnten.
Die sieben Turniere der unteren Divisionen waren für März bis Mai 2021 geplant. Am 18. November 2020 sagte das IIHF Council diese Turniere aufgrund der Covid-19-Pandemie ab. Im Jahr 2021 hätten insgesamt 55 Länder an den WM-Turnieren teilgenommen – darunter erstmals Malaysia, die Philippinen und Singapur –, was einen erneuten Höchststand bedeutet hätte. Slowenien organisierte als Ersatz für die Division IA vom 15. bis 21. Mai ein Turnier für interessierte Mannschaften der Divisionen IA und IB unter dem Namen Beat Covid-19 Ice Hockey Tournament.

## Teilnehmer, Austragungsorte und -zeiträume
Das Turnier der Top-Division wurde im Jahr 2017 nach Minsk und Riga vergeben. Die sieben Turniere der Divisionen I bis IV sollten im Jahr 2021 bis auf eine Ausnahme an den Orten stattfinden, an denen die entsprechenden Turniere der Eishockey-Weltmeisterschaft der Herren im Jahr 2020 stattgefunden hätten, die auch schon aufgrund der COVID-19-Pandemie abgesagt worden waren. Lediglich das Turnier der Division II Gruppe A sollte im Jahr 2021 in Peking (Volksrepublik China) und nicht, wie für 2020 geplant, in Zagreb (Kroatien) stattfinden. Dieses Turnier hätte als Test für die Eishockey-Wettbewerbe bei den Olympischen Winterspielen 2022 in Peking gedient.
- Top-Division: 21. Mai bis 6. Juni 2021 in Riga, Lettland
Teilnehmer:  Belarus (Aufsteiger; Gastgeber),  Dänemark,  Deutschland,  Finnland (Titelverteidiger),  Großbritannien,  Italien,  Kanada,  Kasachstan (Aufsteiger),  Lettland (Gastgeber),  Norwegen,  Russian Olympic Committee (*),  Schweden,  Schweiz,  Slowakei,  Tschechien,  USA

### Abgesagte Turniere
- Division I:
  - Gruppe A: geplant für 9. bis 15. Mai 2021 in Ljubljana, Slowenien
Teilnehmer:  Frankreich (Absteiger),  Österreich (Absteiger),  Rumänien (Aufsteiger),  Slowenien,  Südkorea,  Ungarn
  - Gruppe B: geplant für 26. April bis 2. Mai 2021 in Katowice, Polen
Teilnehmer:  Estland,  Japan,  Litauen (Absteiger),  Polen,  Serbien (Aufsteiger),  Ukraine

- Division II
  - Gruppe A: geplant für 10. bis 16. April 2021 in Peking, Volksrepublik China
Teilnehmer:  Australien,  Volksrepublik China,  Israel (Aufsteiger),  Kroatien,  Niederlande (Absteiger),  Spanien
  - Gruppe B: geplant für 18. bis 24. April 2021 in Reykjavík, Island
Teilnehmer:  Belgien (Absteiger),  Bulgarien (Aufsteiger),  Georgien,  Island,  Mexiko,  Neuseeland

- Division III
  - Gruppe A: geplant für 18. bis 24. April 2021 in Kockelscheuer, Luxemburg
Teilnehmer:  Republik China (Taiwan),  Luxemburg,  Nordkorea (Absteiger),  Türkei,  Turkmenistan,  Vereinigte Arabische Emirate (Aufsteiger)
  - Gruppe B: geplant für 19. bis 25. April 2021 in Kapstadt, Südafrika
Teilnehmer:  Bosnien und Herzegowina,  Hongkong,  Südafrika (Absteiger),  Thailand

- Division IV: geplant für 3. bis 5. März 2021 in Bischkek, Kirgisistan
Teilnehmer:  Kirgisistan (Absteiger),  Kuwait (Absteiger),  Malaysia (Neuling),  Philippinen (Neuling),  Singapur (Neuling)

## Modus
In der Top-Division qualifizieren sich die vier besten Mannschaften jeder Gruppe direkt für das Viertelfinale. Die Gesamtanzahl der Spiele beträgt 64 Partien.
Aufgrund der Absage der unteren Divisionen waren Auf- und Abstieg ausgesetzt.

## Top-Division
Die 84. Eishockey-Weltmeisterschaft der Herren fand zwischen dem 21. Mai und dem 6. Juni 2021 in der lettischen Hauptstadt Riga statt. Ursprünglich setzten sich Lettland und Belarus bei der Vergabe auf dem jährlichen Kongress der IIHF vom 18. bis 20. Mai 2017 in Köln knapp gegen Finnland mit den Spielorten Helsinki und Tampere durch. Belarus hatte zuvor die Weltmeisterschaft 2014 ausgetragen, Lettland das Turnier 2006. Das Turnier wurde zum vierten Mal an zwei Länder vergeben, erstmals jedoch an ein Land innerhalb und ein Land außerhalb der Europäischen Union.

### Kontroverse über Austragung in Belarus

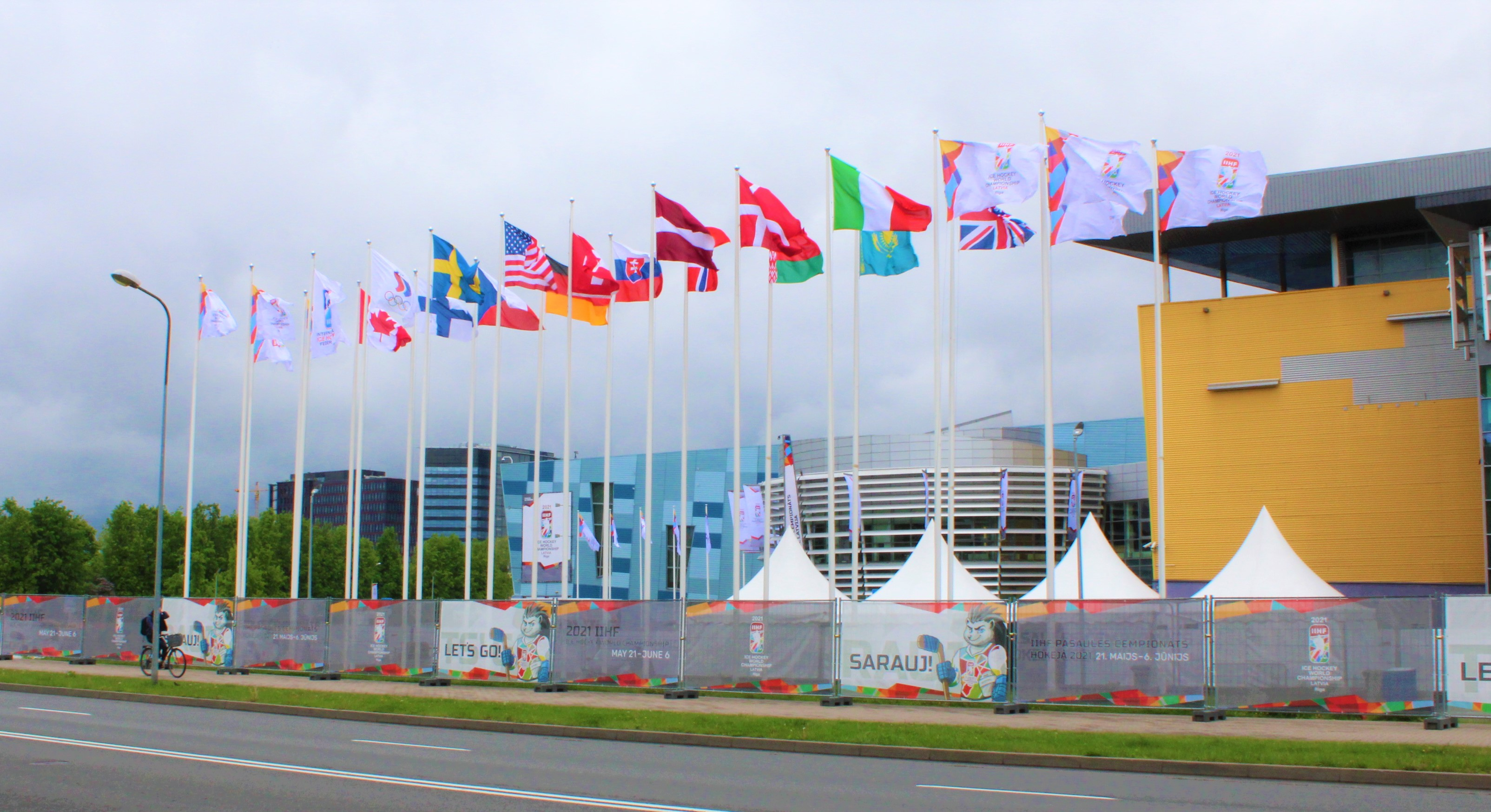
Flaggen der teilnehmenden Nationen mit der rot-grünen Flagge von Belarus

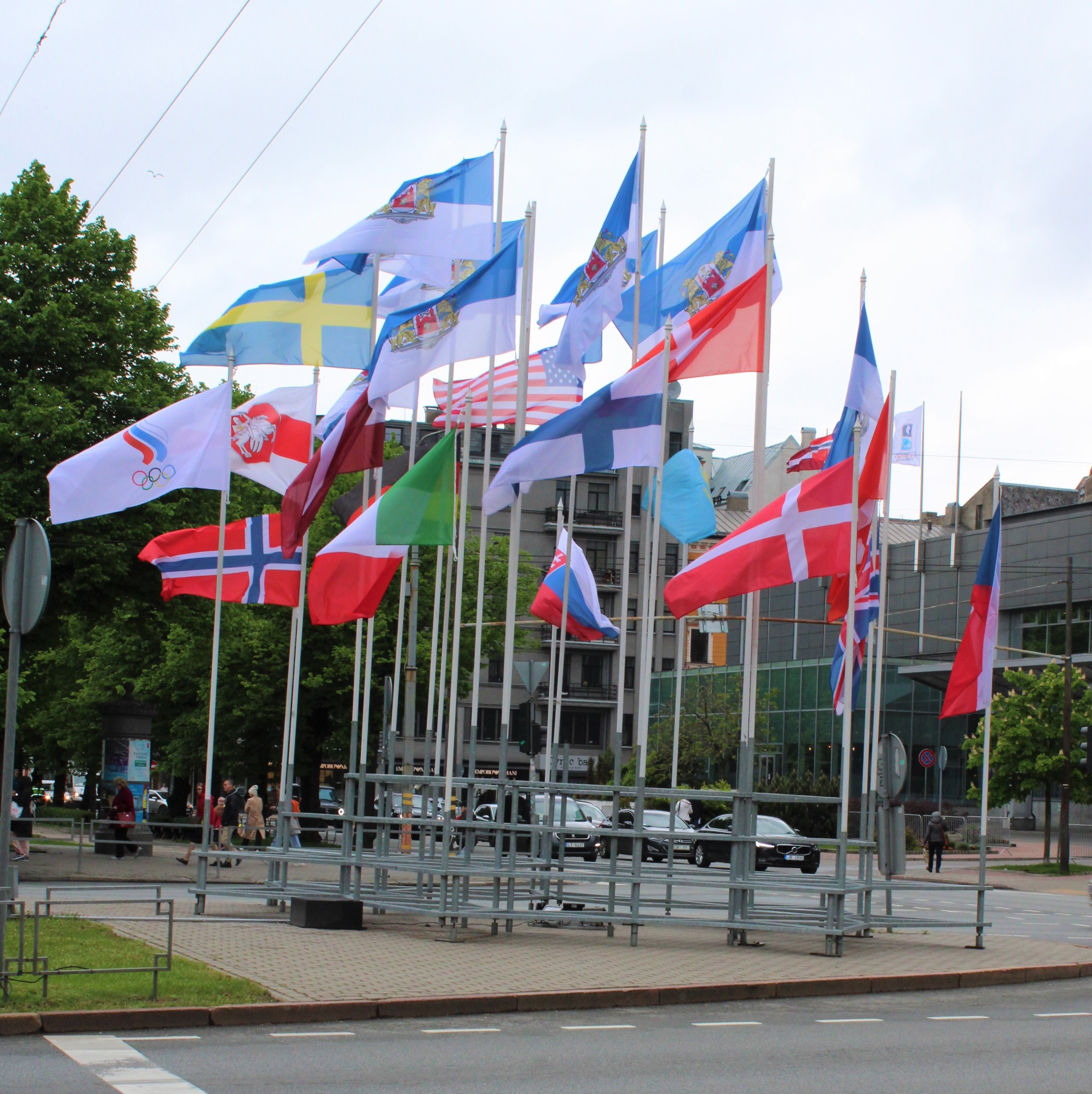
Flaggen der teilnehmenden Nationen nach Austausch der belarussischen Flagge (weiß-rot-weiß)

Die Internationale Eishockey-Föderation geriet in internationale Kritik, weil sie trotz der Proteste in Belarus 2020 gegen die Herrschaft des Diktators Aljaksandr Lukaschenka plante, die Weltmeisterschaft in der belarussischen Hauptstadt Minsk abzuhalten. Lukaschenka werden schwere Verbrechen gegen die Menschlichkeit vorgeworfen. Im Oktober 2020 erklärte der lettische Premierminister Krišjānis Kariņš, man wolle die Weltmeisterschaft mit einem anderen Partner ausrichten oder man werde gar auf die Austragung des Wettbewerbs verzichten. Im Dezember 2020 unterzeichneten 49 Abgeordnete des Europaparlaments einen von Viola von Cramon-Taubadel initiierten Aufruf, welcher sich gegen eine Durchführung der Eishockey-WM in Minsk aussprach.
Im Januar 2021 traf der Präsident der Internationalen Eishockey-Föderation René Fasel auf den belarussischen Machthaber Lukaschenka. Dabei umarmte Fasel Lukaschenka nicht nur vor laufenden Kameras, sondern posierte zudem auch für ein Foto mit Dsmitryj Baskau, dem Präsidenten des belarussischen Eishockeyverbands. Baskau wird vorgeworfen, an einer Prügelattacke auf  Raman Bandarenka beteiligt gewesen zu sein, der an den Folgen der Verletzungen verstarb. Aus diesem Grund wurde ein Einreiseverbot gegen Baskau nach Lettland verhängt. Fasel reagierte auf die Kritik mit den Worten: „Es tut mir leid, wenn das zur Interpretation führt, ich würde die Vorgänge und die Repression in Belarus akzeptieren. Aber ich wollte diese spezielle Beziehung zu Lukaschenka nutzen, um etwas Gutes zu tun. Damit die WM zu einer Art Versöhnung zwischen Regierung und Opposition führt.“ Zugleich zeigte Fasel kein Verständnis für die Kritik an dem Treffen von Seiten der Politik. Er sei überzeugt, nichts falsch gemacht zu haben, und stellte in Frage, ob man durch Sanktionen und Boykott etwas erreichen könne.
Der deutsche Außenminister Heiko Maas forderte einen Entzug der Eishockey-WM in Minsk. Wörtlich erklärte er: „Das wäre das größte PR-Geschenk für Lukaschenka und ein verheerendes Signal an die Demonstrierenden. Ich hoffe, dass auch die Organisatoren das einsehen. Das ist keine Frage von politischem Kalkül, sondern von Haltung.“
Aufgrund der massiven Menschenrechtsverletzungen in Belarus entschieden sich die Sponsoren Beiersdorf AG (mit ihrer Marke Nivea), Škoda Auto und Liqui Moly, die Weltmeisterschaft nicht zu unterstützen, sofern diese in Minsk stattfinden sollte. Fasel beklagte, die Sponsoren hätten Briefe von der belarussischen Opposition erhalten, die seiner Meinung nach zum Teil unwahre Behauptungen enthielten. Am 18. Januar 2021 entschied die IIHF, Belarus die Austragung des Turniers zu entziehen. Begründet wurde diese Entscheidung mit Paragraph 9 der IIHF-Statuten, die es der IIHF ermöglicht, die Ausrichtung eines Turniers zu entziehen, wenn die Gesundheit oder die Freiheit der teilnehmenden Sportler, Funktionäre, Zuschauer und Medienvertreter nicht gewährleistet ist.

### Flaggenänderung nach Ryanair-Zwischenfall
Als Reaktion auf den Ryanair-Flug 4978 tauschte die Stadt Riga am 24. Mai 2021 die rot-grüne Flagge von Belarus durch die belarussische Flagge mit weiß-roten Farben, welche von der belarussischen Opposition verwendet wird, aus. Daraufhin verwies Belarus alle lettischen Diplomaten des Landes. Als Gegenreaktion verwies Lettland alle belarussischen Diplomaten des Landes. Die IIHF forderte anschließend den Bürgermeister von Riga auf, die Flaggen der Eishockey-Föderation und der Weltmeisterschaft im Umfeld der weiß-roten Fahnen der belarussischen Opposition zu entfernen oder aber die rot-grüne Fahne wieder zu verwenden.

### TV-Übertragung
In Deutschland wurden alle sieben Vorrundenspiele der deutschen Mannschaft live auf Sport1 gesendet. Darüber hinaus wurden 18 Vorrundenspiele, zwei Viertelfinal-Spiele, beide Halbfinal-Spiele, sowie das Spiel um Platz 3 und das Finale ausgestrahlt. Sport1 übertrug damit insgesamt 31 der 64 Spiele.
In der Schweiz übertrug das SRF alle Schweizer Partien der Vorrunde, die gesamte Finalrunde sowie zusätzliche Top-Spiele der Vorrunde. Der Österreichische Rundfunk übertrug auf ORF SPORT + ausgewählte Spiele der Vorrunde, zwei Viertelfinal-Partien sowie beide Halbfinal- und Finalspiele.

### Teilnehmer
Nach der Absage der Weltmeisterschaft 2020 nahmen die besten 14 Mannschaften der Weltmeisterschaft 2019 sowie die beiden Erstplatzierten der Division I Gruppe A 2019 teil. Die Gastgeber hatten einen Startplatz sicher, qualifizierten sich aber auch sportlich.
| 1 aus Asien       | Kasachstan (Aufsteiger aus der Division IA)         | Kasachstan (Aufsteiger aus der Division IA) | Kasachstan (Aufsteiger aus der Division IA) | Kasachstan (Aufsteiger aus der Division IA) |
| 13 aus Europa     | Belarus (Aufsteiger aus der Division IA; Gastgeber) | Dänemark                                    | Deutschland                                 | Finnland (Titelverteidiger)                 |
| 13 aus Europa     | Großbritannien                                      | Italien                                     | Lettland (Gastgeber)                        | Norwegen                                    |
| 13 aus Europa     | Russian Olympic Committee                           | Schweden                                    | Schweiz                                     | Slowakei                                    |
| 13 aus Europa     | Tschechien                                          |                                             |                                             |                                             |
| 2 aus Nordamerika | Kanada                                              | Kanada                                      | USA                                         | USA                                         |

Gruppeneinteilung
Die Gruppeneinteilung der Vorrunde wurde nach Abschluss der Weltmeisterschaft 2019 festgelegt. Als Basis diente die IIHF-Weltrangliste 2020. Dabei tauschten Russland und Kanada die Gruppen auf Wunsch der Veranstalter, da russische Staatsbürger visafrei nach Belarus, nicht aber in den Schengen-Raum einreisen können.
| Gruppe A (Riga)                                              | Gruppe B (Riga) |
| Russian Olympic Committee (2)                                | Kanada (1)      |
| Schweden (4)                                                 | Finnland (3)    |
| Tschechien (5)                                               | USA (6)         |
| Schweiz (8)                                                  | Deutschland (7) |
| Slowakei (9)                                                 | Lettland (10)   |
| Dänemark (12)                                                | Norwegen (11)   |
| Belarus (13)                                                 | Italien (15)    |
| Großbritannien (19)                                          | Kasachstan (16) |
| In Klammern ist der jeweilige Weltranglistenplatz angegeben. |                 |

### Austragungsorte
| \| Riga \|                           |
| Austragungsort der Weltmeisterschaft |
| Riga                                 |

| Riga |

### Vorrunde
Die Vorrunde der Weltmeisterschaft begann am 21. Mai und endete elf Tage später am 1. Juni.

#### Gruppe A
| 21. Mai 2021 16:15 Uhr (Ortszeit) | Russian Olympic Committee A. Burdassow (4:16) A. Schwez-Rogowoi (35:27) A. Barabanow (45:28) M. Grigorenko (59:41) | 4:3 (1:1, 1:1, 2:1) Spielbericht | Tschechien J. Flek (9:26) J. Vrána (37:53) D. Kubalík (57:23) | Olympia-Sportzentrum, Riga |

| 21. Mai 2021 20:15 Uhr | Belarus M. Stefanowitsch (53:25) J. Scharanhowitsch (54:22) | 2:5 (0:3, 0:0, 2:2) Spielbericht | Slowakei K. Pospíšil (3:53) P. Cehlárik (9:17) K. Pospíšil (11:02) M. Hrivík (45:05) P. Cehlárik (59:15) | Olympia-Sportzentrum, Riga |

| 22. Mai 2021 12:15 Uhr | Dänemark N. Jensen (30:40) N. Jensen (37:33) E. Kristensen (38:09) N. Jensen (48:22) | 4:3 (0:0, 3:2, 1:1) Spielbericht | Schweden C. Klingberg (22:06) H. Tömmernes (35:09) C. Klingberg (50:56) | Olympia-Sportzentrum, Riga |

| 22. Mai 2021 16:15 Uhr | Großbritannien L. Kirk (18:46) | 1:7 (1:4, 0:1, 0:2) Spielbericht | Russian Olympic Committee A. Burdassow (5:53) M. Grigorenko (7:19) A. Burdassow (9:21) S. Toltschinski (10:51) P. Karnauchow (30:08) A. Kusmenko (49:59) A. Slepyschew (53:05) | Olympia-Sportzentrum, Riga |

| 22. Mai 2021 20:15 Uhr | Tschechien F. Chytil (14:46) J. Smejkal (54:59) | 2:5 (1:1, 0:2, 1:2) Spielbericht | Schweiz G. Hofmann (17:09) T. Meier (24:12) T. Scherwey (38:19) T. Meier (50:27) G. Hofmann (57:08) | Olympia-Sportzentrum, Riga |

| 23. Mai 2021 12:15 Uhr | Großbritannien L. Kirk (22:03) | 1:2 (0:1, 1:1, 0:0) Spielbericht | Slowakei M. Hrivík (0:25) R. Lantoši (24:42) | Olympia-Sportzentrum, Riga |

| 23. Mai 2021 16:15 Uhr | Schweden | 0:1 (0:0, 0:0, 0:1) Spielbericht | Belarus H. Neszerou (40:33) | Olympia-Sportzentrum, Riga |

| 23. Mai 2021 20:15 Uhr | Dänemark | 0:1 (0:1, 0:0, 0:0) Spielbericht | Schweiz T. Meier (13:12) | Olympia-Sportzentrum, Riga |

| 24. Mai 2021 16:15 Uhr | Slowakei M. Kelemen (30:00) M. Gernát (53:19) M. Ďaloga (58:59) | 3:1 (0:0, 1:1, 2:0) Spielbericht | Russian Olympic Committee A. Barabanow (31:06) | Olympia-Sportzentrum, Riga |

| 24. Mai 2021 20:15 Uhr | Tschechien J. Kovář (29:44) F. Zadina (33:03) D. Kubalík (61:23) | 3:2 n. V. (0:0, 2:1, 0:1, 1:0) Spielbericht | Belarus J. Scharanhowitsch (25:52) U. Jaromenka (51:30) | Olympia-Sportzentrum, Riga |

| 25. Mai 2021 16:15 Uhr | Großbritannien B. O’Connor (2:33) M. Hammond (56:18) | 2:3 n. V. (1:2, 0:0, 1:0, 0:1) Spielbericht | Dänemark J. Jakobsen (10:19) N. Jensen (13:44) M. Lauridsen (64:33) | Olympia-Sportzentrum, Riga |

| 25. Mai 2021 20:15 Uhr | Schweiz | 0:7 (0:2, 0:2, 0:3) Spielbericht | Schweden J. Frödén (08:35) A. Kempe (10:00) V. Olofsson (22:33) J. Frödén (30:24) M. Nygren (41:18) N. Lundkvist (47:14) H. Tömmernes (50:46) | Olympia-Sportzentrum, Riga |

| 26. Mai 2021 16:15 Uhr | Russian Olympic Committee I. Morosow (39:18) A. Barabanow (49:41) D. Woronkow (56:35) | 3:0 (0:0, 1:0, 2:0) Spielbericht | Dänemark | Olympia-Sportzentrum, Riga |

| 26. Mai 2021 20:15 Uhr | Belarus U. Kadola (29:15) G. Platt (51:19) S. Prince (57:43) | 3:4 (0:1, 1:2, 2:1) Spielbericht | Großbritannien L. Kirk (13:38) B. Davies (37:06) L. Kirk (38:35) M. Hammond (48:41) | Olympia-Sportzentrum, Riga |

| 27. Mai 2021 16:15 Uhr | Schweiz R. Diaz (9:47) S. Andrighetto (20:25) R. Loeffel (25:17) E. Corvi (36:11) T. Meier (40:38) P. Kurashev (44:34) G. Hofmann (52:39) R. Loeffel (54:03) | 8:1 (1:0, 3:0, 4:1) Spielbericht | Slowakei M. Krištof (45:12) | Olympia-Sportzentrum, Riga |

| 27. Mai 2021 20:15 Uhr | Schweden A. Wingerli (12:08) R. Rakell (15:02) | 2:4 (2:0, 0:0, 0:4) Spielbericht | Tschechien J. Vrána (41:10) J. Kovář (44:53) L. Klok (48:17) J. Flek (58:26) | Olympia-Sportzentrum, Riga |

| 28. Mai 2021 16:15 Uhr | Schweden M. Sörensen (15:18) J. Pudas (27:00) M. Kempe (32:08) M. Kempe (52:34) | 4:1 (1:1, 2:0, 1:0) Spielbericht | Großbritannien L. Kirk (7:20) | Olympia-Sportzentrum, Riga |

| 28. Mai 2021 20:15 Uhr | Dänemark N. Meyer (5:29) M. Asperup (44:58) M. From (47:48) M. Lauridsen (49:53) A. True (52:15) | 5:2 (1:1, 0:1, 4:0) Spielbericht | Belarus A. Dsjamkou (2:12) M. Stefanowitsch (30:20) | Olympia-Sportzentrum, Riga |

| 29. Mai 2021 12:15 Uhr | Tschechien L. Klok (8:01) F. Hronek (20:33) L. Šulák (24:29) F. Chytil (32:07) R. Lenc (51:33) L. Šulák (57:58) | 6:1 (1:0, 3:1, 2:0) Spielbericht | Großbritannien M. Myers (39:37) | Olympia-Sportzentrum, Riga |

| 29. Mai 2021 16:15 Uhr | Schweiz N. Hischier (48:12) | 1:4 (0:0, 0:1, 1:3) Spielbericht | Russian Olympic Committee A. Burdassow (35:01) P. Karnauchow (50:26) S. Toltschinski (52:38) S. Toltschinski (59:58) | Olympia-Sportzentrum, Riga |

| 29. Mai 2021 20:15 Uhr | Slowakei P. Cehlárik (47:13) A. Jánošík (52:25) | 2:0 (0:0, 0:0, 2:0) Spielbericht | Dänemark | Olympia-Sportzentrum, Riga |

| 30. Mai 2021 16:15 Uhr | Belarus | 0:6 (0:2, 0:2, 0:2) Spielbericht | Schweiz C. Bertschy (0:36) J. Vermin (18:01) S. Andrighetto (21:09) G. Hofmann (32:15) J. Vermin (52:03) F. Herzog (57:43) | Olympia-Sportzentrum, Riga |

| 30. Mai 2021 20:15 Uhr | Schweden M. Sörensen (30:45) V. Olofsson (51:38) I. Lundeström (59:47) | 3:1 (0:1, 1:0, 2:0) Spielbericht | Slowakei P. Cehlárik (19:07) | Olympia-Sportzentrum, Riga |

| 31. Mai 2021 16:15 Uhr | Tschechien D. Kubalík (45:23) F. Chytil (PS) | 2:1 n. P. (0:1, 0:0, 1:0, 0:0, 1:0) Spielbericht | Dänemark N. Jensen (3:41) | Olympia-Sportzentrum, Riga |

| 31. Mai 2021 20:15 Uhr | Russian Olympic Committee A. Slepyschew (52:34) A. Barabanow (52:46) W. Tarassenko (PS) | 3:2 n. P. (0:1, 0:0, 2:1, 0:0, 1:0) Spielbericht | Schweden J. Frödén (8:06) V. Olofsson (55:17) | Olympia-Sportzentrum, Riga |

| 1. Juni 2021 12:15 Uhr | Schweiz G. Hofmann (10:31) R. Loeffel (16:42) S. Alatalo (30:07) C. Bertschy (30:20) C. Bertschy (36:09) N. Hischier (37:45) | 6:3 (2:1, 4:1, 0:1) Spielbericht | Großbritannien L. Kirk (11:08) L. Kirk (25:34) B. Connolly (53:58) | Olympia-Sportzentrum, Riga |

| 1. Juni 2021 16:15 Uhr | Slowakei M. Sukeľ (26:53) M. Bucko (48:45) K. Pospíšil (58:57) | 3:7 (0:2, 1:2, 2:3) Spielbericht | Tschechien F. Zadina (0:29) M. Špaček (15:04) L. Radil (22:49) L. Šulák (39:49) M. Stránský (43:31) M. Blümel (45:47) L. Hájek (59:43) | Olympia-Sportzentrum, Riga |

| 1. Juni 2021 20:15 Uhr | Russian Olympic Committee N. Nesterow (0:36) E. Galimow (4:29) M. Schalunow (9:06) M. Grigorenko (10:52) N. Nesterow (16:28) D. Woronkow (52:08) | 6:0 (5:0, 0:0, 1:0) Spielbericht | Belarus | Olympia-Sportzentrum, Riga |

| Pl. |                           | Sp | S | OTS | OTN | N | Tore  | Punkte |
| --- | ------------------------- | -- | - | --- | --- | - | ----- | ------ |
| 1.  | Russian Olympic Committee | 7  | 5 | 1   | 0   | 1 | 28:10 | 17     |
| 2.  | Schweiz                   | 7  | 5 | 0   | 0   | 2 | 27:17 | 15     |
| 3.  | Tschechien                | 7  | 3 | 2   | 0   | 2 | 27:18 | 13     |
| 4.  | Slowakei                  | 7  | 4 | 0   | 0   | 3 | 17:22 | 12     |
| 5.  | Schweden                  | 7  | 3 | 0   | 1   | 3 | 21:14 | 10     |
| 6.  | Dänemark                  | 7  | 2 | 1   | 1   | 3 | 13:15 | 9      |
| 7.  | Großbritannien            | 7  | 1 | 0   | 1   | 5 | 13:31 | 4      |
| 8.  | Belarus                   | 7  | 1 | 0   | 1   | 5 | 10:29 | 4      |

Abkürzungen: Pl. = Platz, Sp = Spiele, S = Siege, OTS = Siege nach Verlängerung (Overtime) oder Penaltyschießen, OTN = Niederlagen nach Verlängerung oder Penaltyschießen, N = Niederlagen

#### Gruppe B
| 21. Mai 2021 16:15 Uhr (Ortszeit) | Deutschland T. Kühnhackl (15:56) M. Müller (18:44) T. Rieder (24:23) F. Tiffels (27:47) M. Noebels (35:13) L. Reichel (37:52) M. Noebels (38:35) M. Plachta (42:52) L. Pföderl (48:41) | 9:4 (2:2, 5:0, 2:2) Spielbericht | Italien A. Petan (17:42) L. Frigo (18:07) A. Bardaro (43:22) D. Frank (44:06) | Arena, Riga |

| 21. Mai 2021 20:15 Uhr | Kanada | 0:2 (0:1, 0:1, 0:0) Spielbericht | Lettland M. Indrašis (19:58) O. Batņa (28:39) | Arena, Riga |

| 22. Mai 2021 12:15 Uhr | Norwegen E. Lilleberg (36:21) | 1:5 (0:1, 1:3, 0:1) Spielbericht | Deutschland M. Plachta (19:44) L. Gawanke (23:19) L. Pföderl (26:04) L. Reichel (30:35) L. Bergmann (44:41) | Arena, Riga |

| 22. Mai 2021 16:15 Uhr | Finnland A. Ohtamaa (26:54) I. Pakarinen (35:41) | 2:1 (0:0, 2:1, 0:0) Spielbericht | USA J. Robertson (38:01) | Arena, Riga |

| 22. Mai 2021 20:15 Uhr | Lettland L. Dārziņš (27:44) Ri. Bukarts (45:25) | 2:3 n. P. (0:0, 1:1, 1:1, 0:0, 0:1) Spielbericht | Kasachstan A. Schin (38:59) J. Blacker (45:37) R. Startschenko (PS) | Arena, Riga |

| 23. Mai 2021 12:15 Uhr | Norwegen M. Trettenes (10:04) M. Rosseli Olsen (25:12) M. Trettenes (36:01) M. Trettenes (40:59) | 4:1 (1:0, 2:0, 1:1) Spielbericht | Italien D. Frank (51:55) | Arena, Riga |

| 23. Mai 2021 16:15 Uhr | Kasachstan K. Panjukow (35:56) N. Michailis (PS) | 2:1 n. P. (0:0, 1:1, 0:0, 0:0, 1:0) Spielbericht | Finnland A. Lundell (33:24) | Arena, Riga |

| 23. Mai 2021 20:15 Uhr | Kanada M. Comtois (51:35) | 1:5 (0:1, 0:3, 1:1) Spielbericht | USA J. Robertson (7:42) A. Clendening (21:19) T. Moore (23:27) T. Moore (38:20) M. Tennyson (57:06) | Arena, Riga |

| 24. Mai 2021 16:15 Uhr | Lettland M. Karsums (32:08) L. Dārziņš (58:48) M. Karsums (59:48) | 3:0 (0:0, 1:0, 2:0) Spielbericht | Italien | Arena, Riga |

| 24. Mai 2021 20:15 Uhr | Deutschland S. Loibl (10:46) M. Plachta (11:24) K. Holzer (57:49) | 3:1 (2:1, 0:0, 1:0) Spielbericht | Kanada N. Paul (18:19) | Arena, Riga |

| 25. Mai 2021 16:15 Uhr | USA A. Clendening (6:57) T. Moore (21:33) J. Drury (41:58) | 3:0 (1:0, 1:0, 1:0) Spielbericht | Kasachstan | Arena, Riga |

| 25. Mai 2021 20:15 Uhr | Finnland I. Pakarinen (14:24) A. Lundell (21:40) K. Nousiainen (25:54) J. Innala (47:17) H. Björninen (53:25) | 5:2 (1:1, 2:0, 2:1) Spielbericht | Norwegen M. Olimb (1:30) T. Lindström (41:13) | Arena, Riga |

| 26. Mai 2021 16:15 Uhr | Kasachstan A. Schin (26:39) R. Startschenko (40:31) P. Akolsin (55:42) | 3:2 (0:0, 1:2, 2:0) Spielbericht | Deutschland T. Kühnhackl (29:38) M. Eisenschmid (34:07) | Arena, Riga |

| 26. Mai 2021 20:15 Uhr | Kanada C. Brown (0:22) A. Henrique (10:23) A. Mangiapane (34:41) A. Henrique (50:14) | 4:2 (2:0, 1:2, 1:0) Spielbericht | Norwegen T. Valkvæ Olsen (29:08) M. Rosseli Olsen (30:28) | Arena, Riga |

| 27. Mai 2021 16:15 Uhr | USA M. Tennyson (1:06) B. Boyle (14:46) T. Moore (31:45) M. Beniers (33:32) | 4:2 (2:2, 2:0, 0:0) Spielbericht | Lettland M. Indrašis (5:00) R. Krastenbergs (16:45) | Arena, Riga |

| 27. Mai 2021 20:15 Uhr | Finnland T. Sund (6:50) A. Ruotsalainen (8:20) T. Sund (28:33) | 3:0 (2:0, 1:0, 0:0) Spielbericht | Italien | Arena, Riga |

| 28. Mai 2021 16:15 Uhr | Kasachstan N. Michailis (24:30) N. Michailis (41:31) | 2:4 (0:1, 1:1, 1:2) Spielbericht | Kanada A. Mangiapane (6:03) A. Henrique (21:01) C. Perfetti (37:40) C. Brown (59:57) | Arena, Riga |

| 28. Mai 2021 20:15 Uhr | Lettland R. Krastenbergs (11:55) R. Ķēniņš (17:44) K. Rubīns (49:42) | 3:4 n. P. (2:1, 0:1, 1:1, 0:0, 0:1) Spielbericht | Norwegen S. Olden (3:50) K. A. Olimb (21:08) M. E. Pettersen (41:56) M. Haga (PS) | Arena, Riga |

| 29. Mai 2021 12:15 Uhr | Italien A. Miceli (24:37) P. Hochkofler (41:43) A. Petan (50:59) | 3:11 (0:1, 1:2, 2:8) Spielbericht | Kasachstan R. Startschenko (2:12) J. Petuchow (32:31) J. Rymarew (34:59) N. Michailis (41:31) C. Valk (46:12) A. Lichotnikow (47:01) A. Lichotnikow (49:46) K. Panjukow (54:38) R. Startschenko (56:07) V. Svedberg (57:44) J. Schalapow (59:52) | Arena, Riga |

| 29. Mai 2021 16:15 Uhr | Norwegen K. A. Olimb (54:27) | 1:2 (0:1, 0:1, 1:0) Spielbericht | USA C. Garland (10:30) T. Thompson (27:12) | Arena, Riga |

| 29. Mai 2021 20:15 Uhr | Deutschland K. Holzer (27:58) | 1:2 (0:1, 1:0, 0:1) Spielbericht | Finnland A. Lundell (6:17) A. Ruotsalainen (51:26) | Arena, Riga |

| 30. Mai 2021 16:15 Uhr | Italien A. Miceli (30:31) | 1:7 (0:4, 1:2, 0:1) Spielbericht | Kanada C. Perfetti (2:33) A. Mangiapane (8:04) T. Stecher (11:33) A. Henrique (11:56) A. Mangiapane (34:48) M. Comtois (37:28) B. Pirri (55:54) | Arena, Riga |

| 30. Mai 2021 20:15 Uhr | Finnland S. Mäenalanen (3:06) I. Pakarinen (35:39) A. Lundell (64:56) | 3:2 n. V. (1:1, 1:0, 0:1, 1:0) Spielbericht | Lettland M. Dzierkals (18:39) M. Dzierkals (53:45) | Arena, Riga |

| 31. Mai 2021 16:15 Uhr | USA J. Robertson (38:56) C. Blackwell (59:33) | 2:0 (0:0, 1:0, 1:0) Spielbericht | Deutschland | Arena, Riga |

| 31. Mai 2021 20:15 Uhr | Norwegen T. Valkvæ Olsen (27:57) S. Espeland (41:08) M. Olimb (59:00) | 3:1 (0:1, 1:0, 2:0) Spielbericht | Kasachstan D. Schewtschenko (16:00) | Arena, Riga |

| 1. Juni 2021 12:15 Uhr | Kanada B. Pirri (1:30) M. Comtois (28:18) | 2:3 n. P. (1:0, 1:1, 0:1, 0:0, 0:1) Spielbericht | Finnland A. Ruotsalainen (21:11) A. Ruotsalainen (56:00) A. Ruotsalainen (PS) | Arena, Riga |

| 1. Juni 2021 16:15 Uhr | Italien L. Frigo (21:01) S. Giliati (46:33) | 2:4 (0:3, 1:1, 1:0) Spielbericht | USA K. Labanc (6:54) K. Labanc (10:33) C. Garland (19:45) C. Garland (29:54) | Arena, Riga |

| 1. Juni 2021 20:15 Uhr | Deutschland J.-J. Peterka (3:16) M. Noebels (6:40) | 2:1 (2:0, 0:1, 0:0) Spielbericht | Lettland R. Ābols (25:55) | Arena, Riga Zuschauer: 934 |

| Pl. |             | Sp | S | OTS | OTN | N | Tore  | Punkte |
| --- | ----------- | -- | - | --- | --- | - | ----- | ------ |
| 1.  | USA         | 7  | 6 | 0   | 0   | 1 | 21:08 | 18     |
| 2.  | Finnland    | 7  | 4 | 2   | 1   | 0 | 19:10 | 17     |
| 3.  | Deutschland | 7  | 4 | 0   | 0   | 3 | 22:14 | 12     |
| 4.  | Kanada      | 7  | 3 | 0   | 1   | 3 | 19:18 | 10     |
| 5.  | Kasachstan  | 7  | 2 | 2   | 0   | 3 | 22:18 | 10     |
| 6.  | Lettland    | 7  | 2 | 0   | 3   | 2 | 15:16 | 9      |
| 7.  | Norwegen    | 7  | 2 | 1   | 0   | 4 | 17:21 | 8      |
| 8.  | Italien     | 7  | 0 | 0   | 0   | 7 | 11:41 | 0      |

### Finalrunde
Die Finalrunde begann nach Abschluss der Vorrunde am 3. Juni 2021, so dass alle Teams mindestens einen Ruhetag hatten. Zwei der Viertelfinalpartien wurden im Olympia-Sportzentrum, die anderen Partien der Finalrunde in der Arena Riga ausgetragen. Die Viertelfinalpartien fanden wie in den Vorjahren im Kreuzvergleich der beiden Vorrundengruppen statt. Im Halbfinale am 5. Juni spielten der Bestplatzierte der Vorrunde gegen die letztplatzierte verbliebene Mannschaft, die restlichen beiden Mannschaften spielten das andere Halbfinale. Das Finale sowie das Spiel um Bronze waren auf den 6. Juni terminiert.
|  | Viertelfinale                                          | Viertelfinale             | Viertelfinale |    | Halbfinale  | Halbfinale | Halbfinale       |     |   | Finale | Finale | Finale |
|  |                                                        |                           |               |    |             |            |                  |     |   |        |        |        |
|  | A1                                                     | Russian Olympic Committee | 1             |    |             |            |                  |     |   |        |        |        |
|  | B4                                                     | Kanada                    | 2             |    |             |            |                  |     |   |        |        |        |
|  | B4                                                     | Kanada                    | 2             | B2 | Finnland    | 2          |                  |     |   |        |        |        |
|  |                                                        |                           |               | B2 | Finnland    | 2          |                  |     |   |        |        |        |
|  | B3                                                     | Deutschland               | 1             |    |             |            |                  |     |   |        |        |        |
|  | B3                                                     | Deutschland               | 1             | B2 | Finnland    | 1          |                  |     |   |        |        |        |
|  |                                                        |                           |               | B2 | Finnland    | 1          |                  |     |   |        |        |        |
|  | A3                                                     | Tschechien                | 0             |    |             |            |                  |     |   |        |        |        |
|  | A3                                                     | Tschechien                | 0             | B2 | Finnland    | 2          |                  |     |   |        |        |        |
|  | (Die Teams werden nach dem Viertelfinale neu gesetzt.) |                           |               | B2 | Finnland    | 2          |                  |     |   |        |        |        |
|  |                                                        | B4                        | Kanada        | 3  |             |            |                  |     |   |        |        |        |
|  | B1                                                     | B4                        | Kanada        | 3  | USA         | 6          |                  |     |   |        |        |        |
|  | B1                                                     |                           |               |    | USA         | 6          |                  |     |   |        |        |        |
|  | A4                                                     | Slowakei                  | 1             |    |             |            |                  |     |   |        |        |        |
|  | A4                                                     | Slowakei                  | 1             | B1 | USA         | 2          |                  |     |   |        |        |        |
|  |                                                        |                           |               | B1 | USA         | 2          | Spiel um Platz 3 |     |   |        |        |        |
|  | B4                                                     | Kanada                    | 4             |    |             |            |                  |     |   |        |        |        |
|  | B4                                                     | Kanada                    | 4             | A2 | Schweiz     | 2          | B1               | USA | 6 |        |        |        |
|  |                                                        |                           |               | A2 | Schweiz     | 2          | B1               | USA | 6 |        |        |        |
|  | B3                                                     | Deutschland               | 3             | B3 | Deutschland | 1          |                  |     |   |        |        |        |

#### Viertelfinale
| 3. Juni 2021 16:15 Uhr (Ortszeit) | Schweiz R. Untersander (15:17) F. Herzog (33:26) | 2:3 n. P. (1:0, 1:1, 0:1, 0:0, 0:1) Spielbericht | Deutschland T. Kühnhackl (37:23) L. Gawanke (59:16) M. Noebels (PS) | Olympia-Sportzentrum, Riga |

| 3. Juni 2021 16:15 Uhr | USA B. Boyle (13:08) C. Blackwell (15:25) C. Garland (19:30) C. Blackwell (36:50) S. Chmelevski (45:15) C. Garland (58:45) | 6:1 (3:0, 1:1, 2:0) Spielbericht | Slowakei P. Cehlárik (32:12) | Arena, Riga |

| 3. Juni 2021 20:15 Uhr | Russian Olympic Committee J. Timkin (34:32) | 1:2 n. V. (0:0, 1:0, 0:1, 0:1) Spielbericht | Kanada A. Henrique (45:03) A. Mangiapane (62:12) | Olympia-Sportzentrum, Riga |

| 3. Juni 2021 20:15 Uhr | Finnland J. Innala (32:55) | 1:0 (0:0, 1:0, 0:0) Spielbericht | Tschechien | Arena, Riga |

#### Halbfinale
| 5. Juni 2021 14:15 Uhr | USA C. Blackwell (17:17) S. Chmelevski (43:36) | 2:4 (1:1, 0:1, 1:2) Spielbericht | Kanada B. Pirri (2:02) A. Mangiapane (24:15) A. Mangiapane (40:46) J. Danforth (59:36) | Arena, Riga |

| 5. Juni 2021 18:15 Uhr | Finnland I. Pakarinen (13:50) H. Björninen (18:55) | 2:1 (2:0, 0:1, 0:0) Spielbericht | Deutschland M. Plachta (31:03) | Arena, Riga |

#### Spiel um Platz 3
| 6. Juni 2021 15:15 Uhr | USA C. Wolanin (5:02) C. Garland (26:27) J. Drury (28:05) J. Robertson (31:35) T. Moore (32:15) R. Donato (49:53) | 6:1 (1:0, 4:0, 1:1) Spielbericht | Deutschland D. Bittner (49:28) | Arena, Riga |

#### Finale
| 6. Juni 2021 20:15 Uhr | Finnland M. Ruohomaa (8:57) P. Lindbohm (45:27) | 2:3 n. V. (1:0, 0:1, 1:1, 0:1) Spielbericht | Kanada M. Comtois (24:30) A. Henrique (52:37) N. Paul (66:26) | Arena, Riga |

### Statistik

#### Beste Scorer
Quelle: IIHF; Abkürzungen: Sp = Spiele, T = Tore, V = Vorlagen, Pkt = Punkte, +/− = Plus/Minus, SM = Strafminuten; Fett: Turnierbestwert
| Spieler           | Team           | Sp | T | V  | Pkt | +/− | SM |
| ----------------- | -------------- | -- | - | -- | --- | --- | -- |
| Connor Brown      | Kanada         | 10 | 2 | 14 | 16  | +8  | 2  |
| Conor Garland     | USA            | 10 | 6 | 7  | 13  | +6  | 6  |
| Andrew Mangiapane | Kanada         | 7  | 7 | 4  | 11  | +6  | 0  |
| Adam Henrique     | Kanada         | 10 | 6 | 5  | 11  | +6  | 0  |
| Peter Cehlárik    | Slowakei       | 8  | 5 | 6  | 11  | +5  | 6  |
| Liam Kirk         | Großbritannien | 7  | 7 | 2  | 9   | −6  | 4  |
| Trevor Moore      | USA            | 10 | 5 | 4  | 9   | +7  | 4  |
| Jason Robertson   | USA            | 10 | 4 | 5  | 9   | +8  | 10 |
| Grégory Hofmann   | Schweiz        | 8  | 6 | 2  | 8   | ±0  | 0  |
| Nicklas Jensen    | Dänemark       | 7  | 5 | 3  | 8   | −2  | 2  |

#### Beste Torhüter
Quelle: IIHF; Abkürzungen: Sp = Spiele, Min = Eiszeit (in Minuten), SaT = Schüsse aufs Tor, GT = Gegentore, SVS= Gehaltene Schüsse (Saves), Sv% = gehaltene Schüsse (in %), GTS = Gegentorschnitt, SO = Shutouts; Fett: Turnierbestwert
Erfasst werden nur Torhüter, die mindestens 40 % der Gesamtspielzeit eines Teams absolviert haben. Sortiert nach Fangquote (Sv%).
| Spieler              | Team        | Sp | Min    | SaT | GT | SVS | Sv%   | GTS  | SO |
| -------------------- | ----------- | -- | ------ | --- | -- | --- | ----- | ---- | -- |
| Cal Petersen         | USA         | 7  | 417:14 | 193 | 9  | 184 | 95,34 | 1,29 | 2  |
| Adam Reideborn       | Schweden    | 5  | 299:44 | 129 | 7  | 122 | 94,57 | 1,40 | 1  |
| Alexander Samonow    | ROC         | 6  | 364:39 | 142 | 8  | 134 | 94,37 | 1,32 | 2  |
| Juho Olkinuora       | Finnland    | 7  | 431:26 | 174 | 10 | 164 | 94,25 | 1,39 | 1  |
| Nikita Bojarkin      | Kasachstan  | 6  | 370:00 | 198 | 14 | 184 | 92,93 | 2,27 | 0  |
| Mathias Niederberger | Deutschland | 7  | 423:43 | 169 | 12 | 157 | 92,90 | 1,70 | 0  |

### Abschlussplatzierungen
Die Platzierungen ergaben sich nach folgenden Kriterien:
- Plätze 1 bis 4: Ergebnisse im Finale sowie im Spiel um Platz 3
- Plätze 5 bis 8 (Verlierer der Viertelfinalpartien): nach Platzierung, dann Punkten, dann Tordifferenz in der Vorrunde
- Plätze 9 bis 16 (Vorrunde): nach Platzierung, dann Punkten, dann Tordifferenz in der Vorrunde

| Pl. | Team                      |
| --- | ------------------------- |
| 1   | Kanada                    |
| 2   | Finnland                  |
| 3   | USA                       |
| 4   | Deutschland               |
| 5   | Russian Olympic Committee |
| 6   | Schweiz                   |
| 7   | Tschechien                |
| 8   | Slowakei                  |
| 9   | Schweden                  |
| 10  | Kasachstan                |
| 11  | Lettland                  |
| 12  | Dänemark                  |
| 13  | Norwegen                  |
| 14  | Großbritannien            |
| 15  | Belarus                   |
| 16  | Italien                   |

### Titel und Mannschaftskader
| Weltmeister Kanada | Jaret Anderson-Dolan, Nicolas Beaudin, Jacob Bernard-Docker, Connor Brown, Michael Bunting, Max Comtois, Justin Danforth, Michael DiPietro, Mario Ferraro, Liam Foudy, Brandon Hagel, Adam Henrique, Adin Hill, Darcy Kuemper, Andrew Mangiapane, Colin Miller, Nick Paul, Cole Perfetti, Brandon Pirri, Owen Power, Braden Schneider, Troy Stecher, Gabriel Vilardi, Sean Walker Cheftrainer: Gerard Gallant Assistenztrainer: Mike Dyck, Mike Kelly, André Tourigny |

| Silber Finnland | Marko Anttila, Hannes Björninen, Jere Innala, Janne Juvonen, Jere Karjalainen, Oliwer Kaski, Miika Koivisto, Petri Kontiola, Petteri Lindbohm, Anton Lundell, Olli Määttä, Saku Mäenalanen, Kim Nousiainen, Atte Ohtamaa, Niko Ojamäki, Juho Olkinuora, Iiro Pakarinen, Ville Pokka, Valtteri Puustinen, Axel Rindell, Mikael Ruohomaa, Arttu Ruotsalainen, Jere Sallinen, Harri Säteri, Mikael Seppälä, Tony Sund, Peter Tiivola, Teemu Turunen Cheftrainer: Jukka Jalonen Assistenztrainer: Mikko Manner, Ari-Pekka Selin |

| Bronze USA | Justin Abdelkader, Matty Beniers, Colin Blackwell, Brian Boyle, Sasha Chmelevski, Adam Clendening, Ryan Donato, Jack Drury, Conor Garland, Matthew Hellickson, Zac Jones, Kevin Labanc, Conner Mackey, Trevor Moore, Jake Oettinger, Cal Petersen, Jason Robertson, Eric Robinson, Kevin Rooney, Matt Roy, Ryan Shea, Anthony Stolarz, Matt Tennyson, Tage Thompson, Chris Wideman, Christian Wolanin Cheftrainer: Jack Capuano Assistenztrainer: Nate Leaman, Adam Nightingale |

### Auszeichnungen
Spielertrophäen
| Auszeichnung         | Spieler           | Team        |
| -------------------- | ----------------- | ----------- |
| Wertvollster Spieler | Andrew Mangiapane | Kanada      |
| Bester Torhüter      | Cal Petersen      | USA         |
| Bester Verteidiger   | Moritz Seider     | Deutschland |
| Bester Stürmer       | Peter Cehlárik    | Slowakei    |

All-Star-Team
| Angriff:      | Andrew Mangiapane – Conor Garland – Liam Kirk |
| Verteidigung: | Moritz Seider – Korbinian Holzer              |
| Tor:          | Juho Olkinuora                                |

## Divisionen I bis IV

### Division I
Das Turnier der Gruppe A war für den 9. bis 15. Mai 2021 in der slowenischen Landeshauptstadt Ljubljana geplant. Die Spiele sollten in der 4.500 Zuschauer fassenden Hala Tivoli, der Heimspielstätte des AHL-Klubs HDD Olimpija Ljubljana, stattfinden. Das Turnier der Gruppe B war für den 26. April bis 2. Mai 2021 in der polnischen Stadt Katowice geplant. Die Spiele sollten in der 11.500 Zuschauer fassenden Spodek stattfinden.
Stattdessen fand im Zeitraum zwischen dem 15. und 21. Mai 2021 in Ljubljana das durch den slowenischen Eishockeyverband Hokejska zveza Slovenije (HZS) organisierte Beat Covid-19 Ice Hockey Tournament statt, an dem insgesamt sechs der zwölf qualifizierten Teilnehmer der Division I teilnahmen.

### Division II
Das Turnier der Gruppe A wäre vom 10. bis 16. April 2021 in Peking, der Hauptstadt der Volksrepublik China, ausgetragen worden. Die Spiele sollten in der 6.000 Zuschauer fassenden Shougang-Eisarena stattfinden. Das Turnier der Gruppe B sollte vom 18. bis 24. April 2021 in der isländischen Landeshauptstadt Reykjavík ausgetragen werden. Als Spielstätte war das 1.500 Zuschauer fassende Skautahöllin í Laugardal vorgesehen.

### Division III
Das Turnier der Gruppe A war für den 18. bis 24. April 2021 im luxemburgischen Kockelscheuer, unweit der Hauptstadt Luxemburg, geplant. Die Spiele waren für das im 768 Zuschauer fassenden Patinoire de Kockelscheuer vorgesehen. Das Turnier der Gruppe B, das die vorherige Qualifikation zur Division III ersetzt hätte, wäre vom 19. bis 22. April 2021 in der südafrikanischen Metropole Kapstadt ausgetragen worden. Die Spiele hätten in der 2.800 Zuschauer fassenden Grand West Ice Station stattfinden sollen.

### Division IV
Erstmals wäre ein Turnier der Division IV ausgetragen worden. Vom 8. bis 14. März 2021 wären die Spiele im 2.200 Zuschauer fassenden Gorodskoi Katok in der kirgisischen Landeshauptstadt Bischkek ausgetragen worden. Mit Malaysia, den Philippinen und Singapur wären drei WM-Neulinge ins Turnier gestartet.